# Bessie's Ride
Bessie's Ride è un cortometraggio muto del 1911 diretto da William F. Haddock. Fu l'ultimo film che Edith Storey fece per Méliès.

## Produzione
Il film fu prodotto dalla Georges Méliès con il nome Star Film Company

## Distribuzione
Distribuito dalla General Film Company, il film - un cortometraggio di dieci minuti - uscì nelle sale cinematografiche USA il 20 luglio 1911.